# Vassula Rydén
Vassula Rydén, född 18 januari 1942 i Kairo, död 25 september 2024 i Aten, var en grekisk självutnämnd kvinnlig profet  som sade sig få uppenbarelser från Jesus, som främst handlade om kyrkans enande. Hon kom från grekisk-ortodoxa kyrkan och var gift med en svensk biståndsarbetare.
Uppenbarelserna, som är på engelska,  finns översatta till cirka 40 språk. Rydén började skriva ner dessa 1985, och de har titeln "True Life in God". Innehållet uppgår i svensk översättning till cirka 2 000 sidor. 
Rydén har besökt Sverige vid flera tillfällen och det är "Den ekumeniska föreningen Sant Liv i Gud" (SLIG) som översätter och ger ut Rydéns skrifter på svenska.
Rydén har stått i dialog med den Romersk-katolska kyrkans Troskongregation i Rom. 1995 publicerade kongregationen en varning för hennes budskap, men på hennes eget initiativ inleddes en dialog där hon fick besvara fem frågor angående hennes uppenbarelsers förhållande till Bibeln och Traditionen. Den 10 juli 2004 skickade den dåvarande prefekten, kardinal Josef Ratzinger (sedermera påve Benedictus XVI) ut en skrivelse till de fem biskopskonferenser som intagit en negativ inställning till Rydén och hennes skrifter. Kardinalen skriver där att hennes svar bidragit med "värdefulla klargöranden gällande sina äktenskapliga förhållanden, några förbehåll som i ovan nämnda notifikation ställdes mot hennes skrifter, samt hennes deltagande i sakramenten (i den Romersk-katolska kyrkan)". 
Kardinal Ratzinger bad därefter Rydén att publicera ovannämnda dialog i kommande tryckningar av böckerna.
Den 25 januari 2007 publicerade den nuvarande prefekten vid Troskongregationen, kardinal William Joseph Levada, en skrivelse där han upprepar kritiken mot Vassula Rydén i kardinal Ratzingers skrivelse från 1995. Denna skrivelse innehåller dock flera felaktigheter,[källa behövs] vilket Rydén har framhållit till Levada utan att få svar. Förutom flera felaktiga hänvisningar till datum och brevinnehåll har Rydén påpekat det felaktiga påståendet från Levada att hon själv skulle ha menat uppenbarelserna vara bara privata meditationer.
Den grekisk-ortodoxa kyrkan, vilken Rydén själv tillhör, har framfört offentlig kritik mot Vassula Rydén i en skrivelse från 2001.
Rydén har också organiserat ett antal internationella pilgrimsresor med runt 800 deltagare från hela världen. I dessa har deltagit, förutom lekmän, även många präster och biskopar från katolska, ortodoxa och protestantiska kyrkor. 
Från visst protestantiskt håll avfärdas Rydén som falsk profet, med hänvisning till att Bibeln är den enda och sanna uppenbarelsen. I många av budskapen bemöts kritiken, t.ex. den 13 september 1989: "Bibeln är verkligen Sanningen, den Sanna Uppenbarelsen, men Jag har inte upphört att existera, se, Jag är Ordet och Jag är verksam i Anden."
I Frankrike varnade katoliker för Rydén: "Advarsel mod fru Vassula Rydéns besøg i Île-de-France". År 2012 meddelade Cyperns kyrka, att man anser att Rydén skrifter är heretiska.. Vassula Ryden: "Ett nytt försök att tysta hennes kritiker"  Samtidigt finns det gott om kyrkliga auktoriteter runtom i världen som öppet ger sitt stöd till Vassula.

## Fotnoter
1. ↑  läs online, ww3.tlig.org  .[källa från Wikidata]
2. ↑  läs online, www.cath.ch .[källa från Wikidata]
3. ↑  läs online, www.hommages.ch , läst: 5 december 2024.[källa från Wikidata]
4. ↑  läs online, www.cath.ch , läst: 5 december 2024.[källa från Wikidata]
5. ↑  ”Obituary of Vassula Ryden” (på engelska). https://ww3.tlig.org/en/news/obituary-of-vassula-ryden/. Läst 9 oktober 2024.
6. ↑  dialog 2002
7. ↑  ovan nämnda dialog
8. ↑   pilgrimsresor
9. ↑  13 september 1989
10. ↑  True Life in God. First edition in one volume of the True Life in God messages as given to Vassula Rydén from 1986 to 2003. Cambridge University Press, 2006, sid. 344. ”Quotation in original language”
11. ↑  "Advarsel mod fru Vassula Rydéns besøg i Île-de-France"
12. ↑  ”Church of Cyprus: Announcement Concerning Vassiliki (Vassula) Paraskevis Pendakis-Ryden”. Synodical Committee for Matters of Heresy. Cyperns kyrka. 13 januari 2012. Arkiverad från originalet den 24 september 2017. https://web.archive.org/web/20170924045124/https://www.impantokratoros.gr/7F397BAC.en.aspx. Läst 17 juni 2016.
13. ↑  ”Vassula Ryden: a new attempt to silence her critics”. www.pseudomystica.info. http://www.pseudomystica.info/domenicani.htm. Läst 23 september 2017.
14. ↑  kyrkliga auktoriteter